# Tulagi

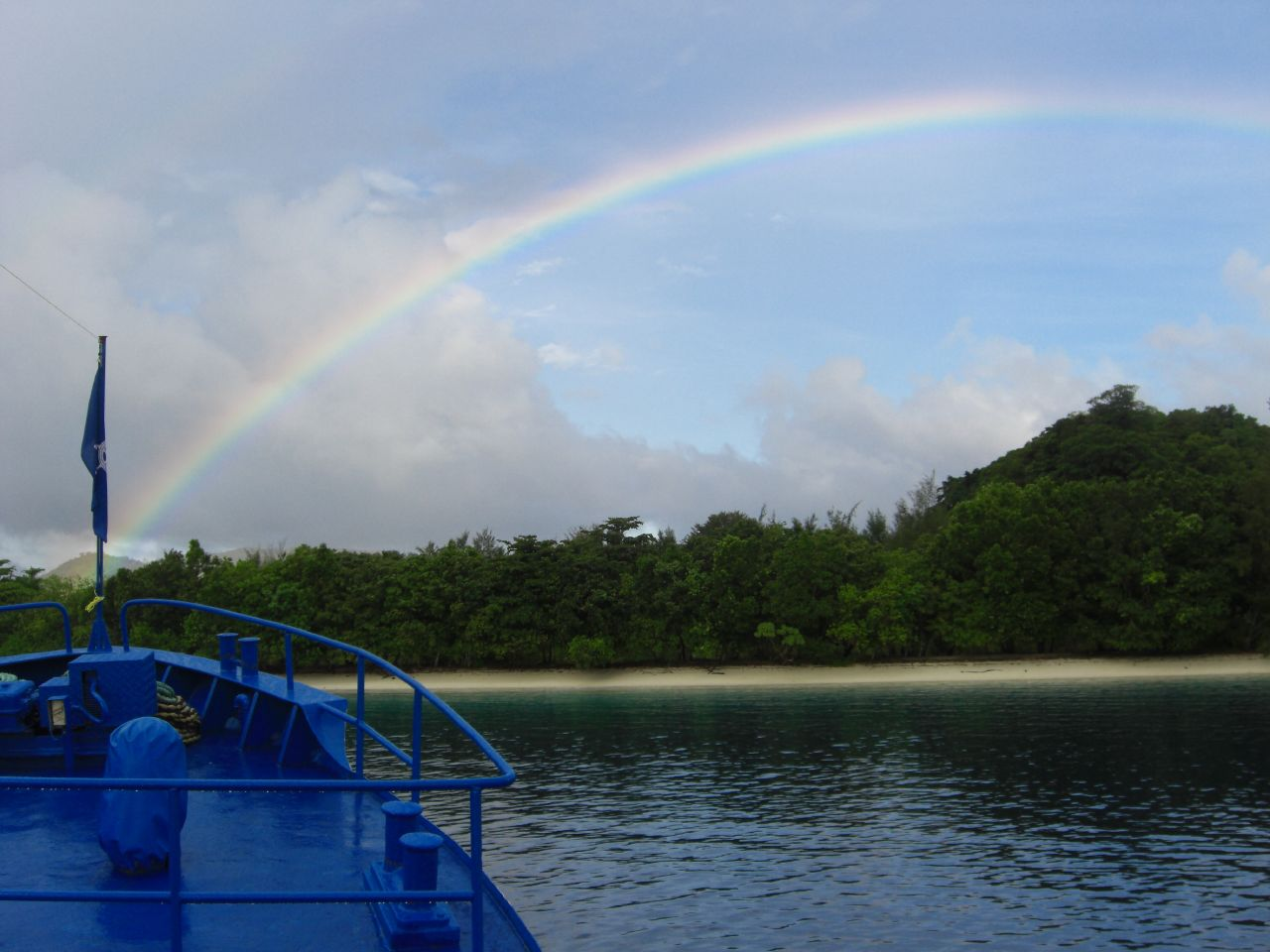
Regnbåge över Tulagi,2007.

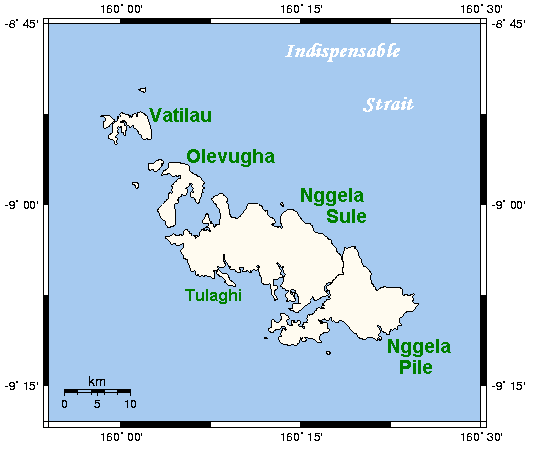
Tulagi markerat på kartan över Floridaöarna.

Tulagi, mindre känd som Tulaghi, är en liten ö (5,5 km x 1 km) i Salomonöarna, utanför Floridaöarnas sydkust. Orten med samma namn som ön (1 750 inv.) var huvudstad i det brittiska protektoratet Salomonöarna från 1896 till 1942, och är idag huvudort i provinsen Central. Ön valdes ursprungligen av britterna som ett förhållandevis isolerat och hälsosammare alternativ än de större öarna i Salomonöarna.
Den 3 maj 1942 besatte den japanska armén Tulagi under stillahavskriget med mål att etablera en flygbas. Följande dag angreps japanska fartyg i hamnen vid Tulagi av amerikanska flyg från hangarfartyget USS Yorktown. Det var en del i upptakten till slaget om Korallhavet. Amerikanska trupper landsattes senare på ön den 7 augusti 1942 under slaget om Guadalcanal och intog ön följande dag. 
I dag är Tulagi mycket populärt bland vrakdykare. 